# Yeongyang-gun
Yeongyang-gun es un condado del interior en la zona nororiental de la provincia de Gyeongsang del Norte, Corea del Sur.
Una zona aislada de difícil acceso, Yeongyang-gun a veces se llama una "isla interior". El condado tiene la población más baja de todos los condados en el norte de la provincia de Gyeongsang, siendo montañosa con profundos barrancos, y sólo el 10 por ciento de la tierra es cultivable.